# ترام (مکلنبورگ-فورپومرن)
ترام (به آلمانی: Tramm) یک شهر در آلمان است که در لودویگسلوست-پارشیم واقع شده‌است. ترام ۹۸۸ نفر جمعیت دارد.